# Bahnhof Shin-Shimashima
Der Bahnhof Shin-Shimashima (jap. 新島々駅 Shin-Shimashima-eki) ist ein Bahnhof auf der japanischen Insel Honshū. Er wird von der Bahngesellschaft Alpico Kōtsū betrieben und befindet sich in der Präfektur Nagano auf dem Gebiet der Stadt Matsumoto.

## Verbindungen
Shin-Shimashima ist die westliche Endstation der 14,4 km langen Kamikōchi-Linie, die im Bahnhof Matsumoto beginnt und von der Bahngesellschaft Alpico Kōtsū betrieben wird. Nahverkehrszüge mit Halt an allen Zwischenstationen fahren ungefähr alle 40 bis 60 Minuten, während der Hauptverkehrszeit alle 20 Minuten in der Lastrichtung. Vom benachbarten Busbahnhof aus verkehren verschiedene Buslinien von Alpico Kōtsū; sie sind überwiegend touristisch ausgerichtet und erschließen unter anderem das Kamikōchi-Tal, die Norikura-Hochebene und andere Ziele im Chūbu-Sangaku-Nationalpark.

## Anlage
Der Bahnhof steht im Ortsteil Hata an der Südseite des Azusa-Tals, am Übergang zwischen dem weitgehend flachen Matsumoto-Becken und den steil aufragenden östlichen Ausläufern des Hida-Gebirges. Die ebenerdige Anlage ist annähernd von Nordosten nach Südwesten ausgerichtet und umfasst zwei Gleise an einem überdachten Mittelbahnsteig. Ein Bahnübergang führt zum Empfangsgebäude an der Nordseite, das ein weit ausladendes Satteldach besitzt. Zwar ist Shin-Shimashima heute die Endstation, doch der Bahnhof ist als Durchgangsbahnhof konzipiert. Die beiden Gleise vereinigen sich westlich des Bahnsteigs wieder und enden dann stumpf, wo die Strecke früher noch etwa einen Kilometer zum Bahnhof Shimashima weiterging. Sie dienen zum Wenden und Abstellen von Zügen. Unmittelbar neben dem Bahnhof befindet sich ein kleiner Busbahnhof für die hier abfahrenden Linien.

## Bilder

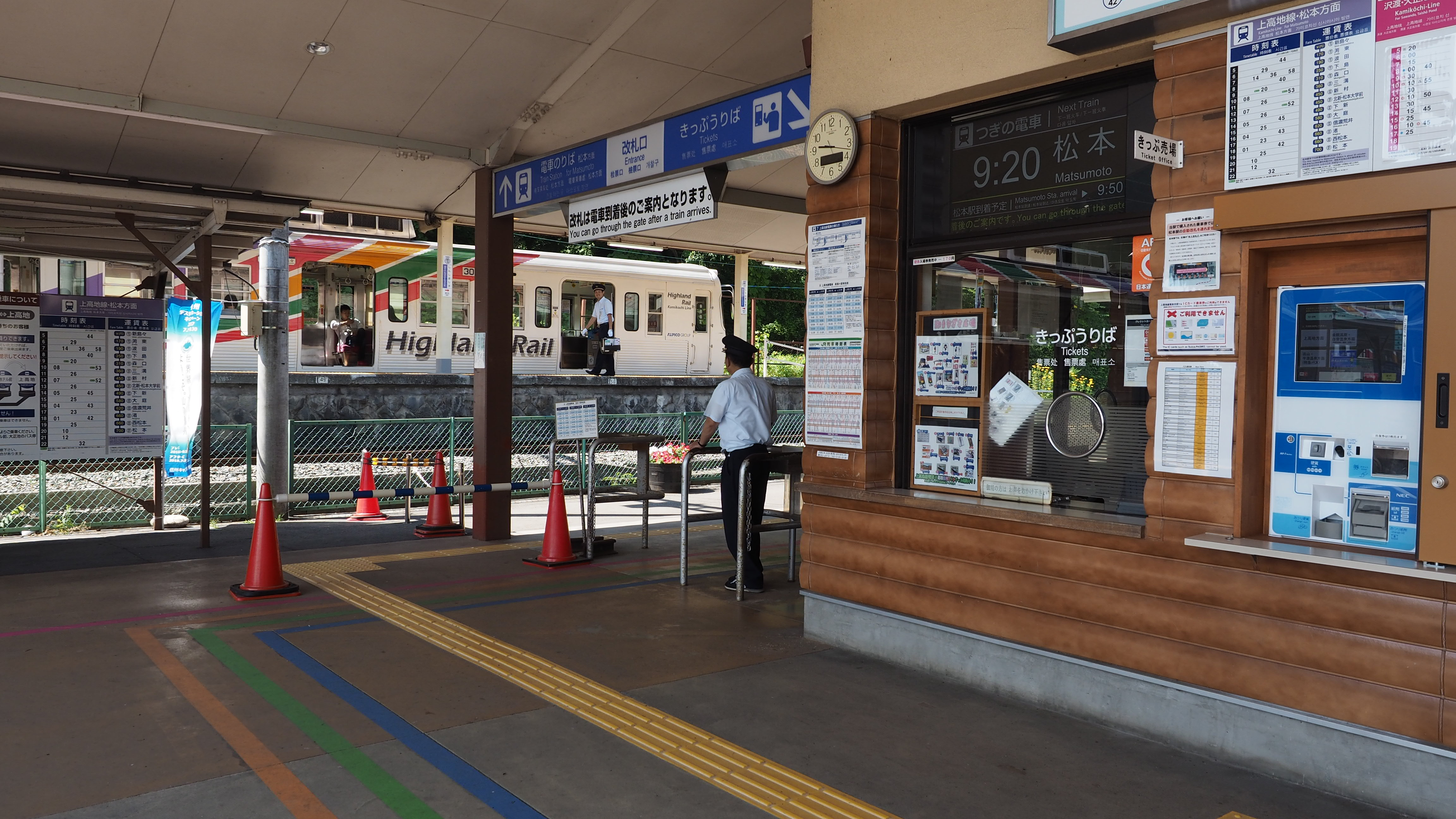
Eingangsbereich
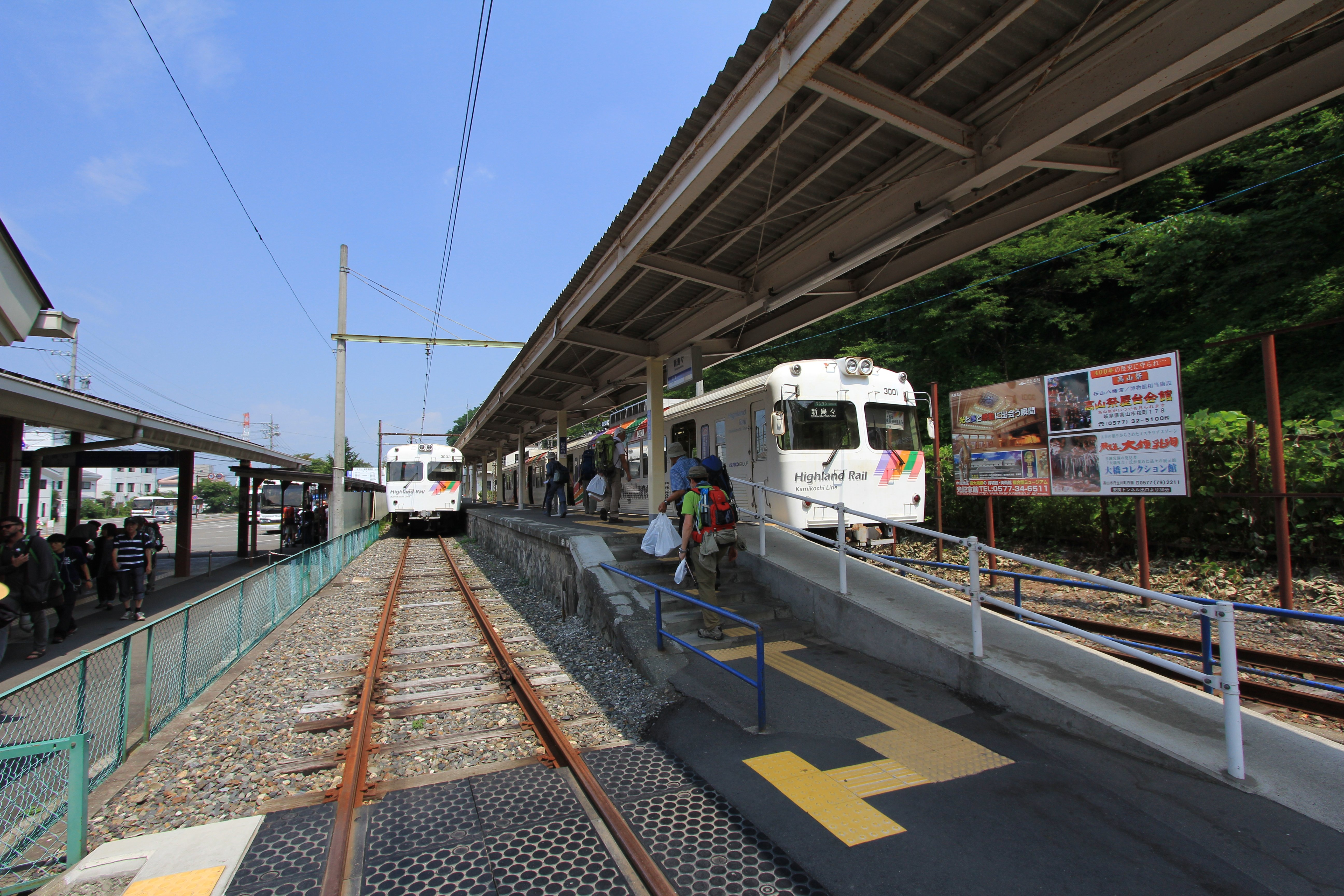
Streckenende
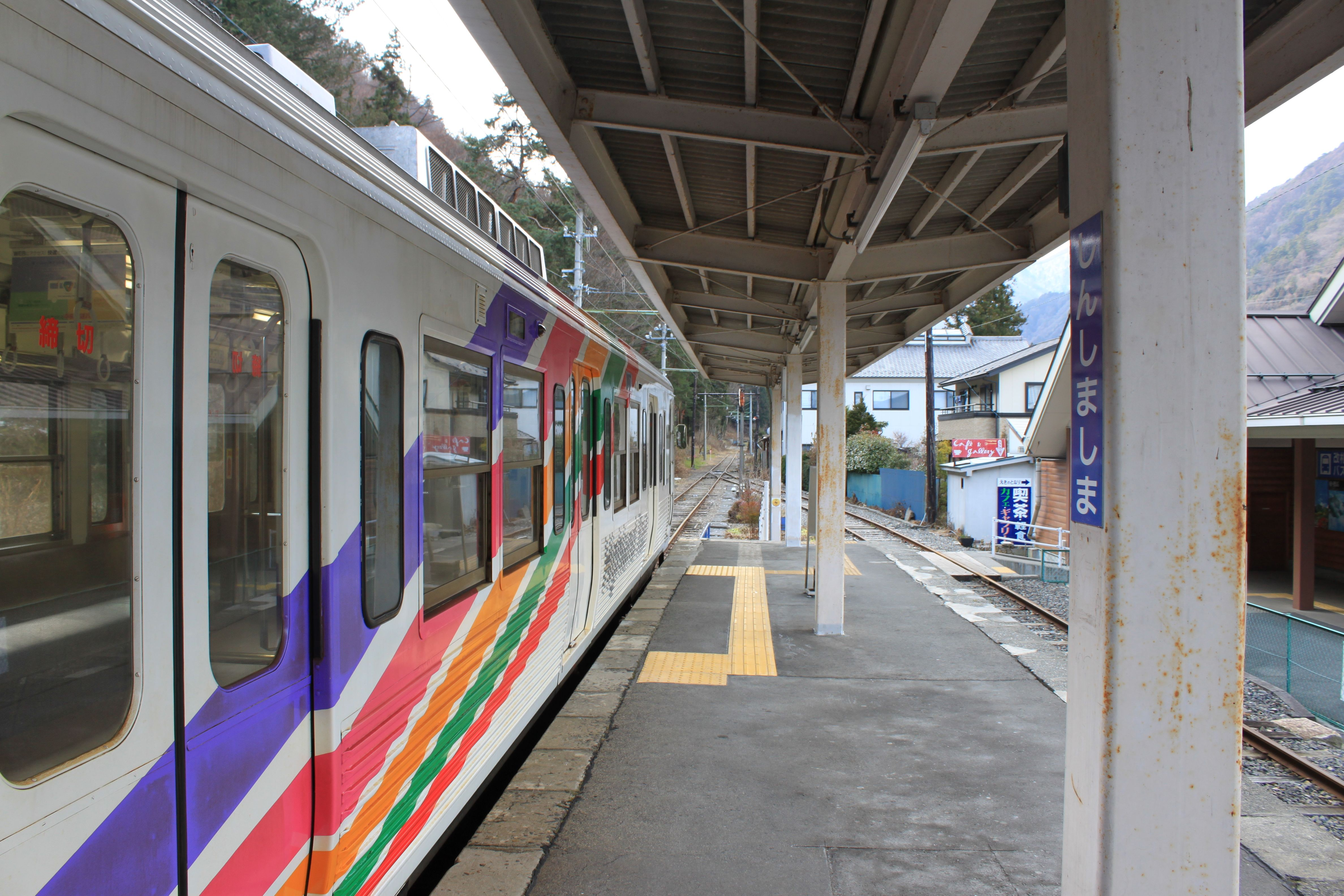
Bahnsteig
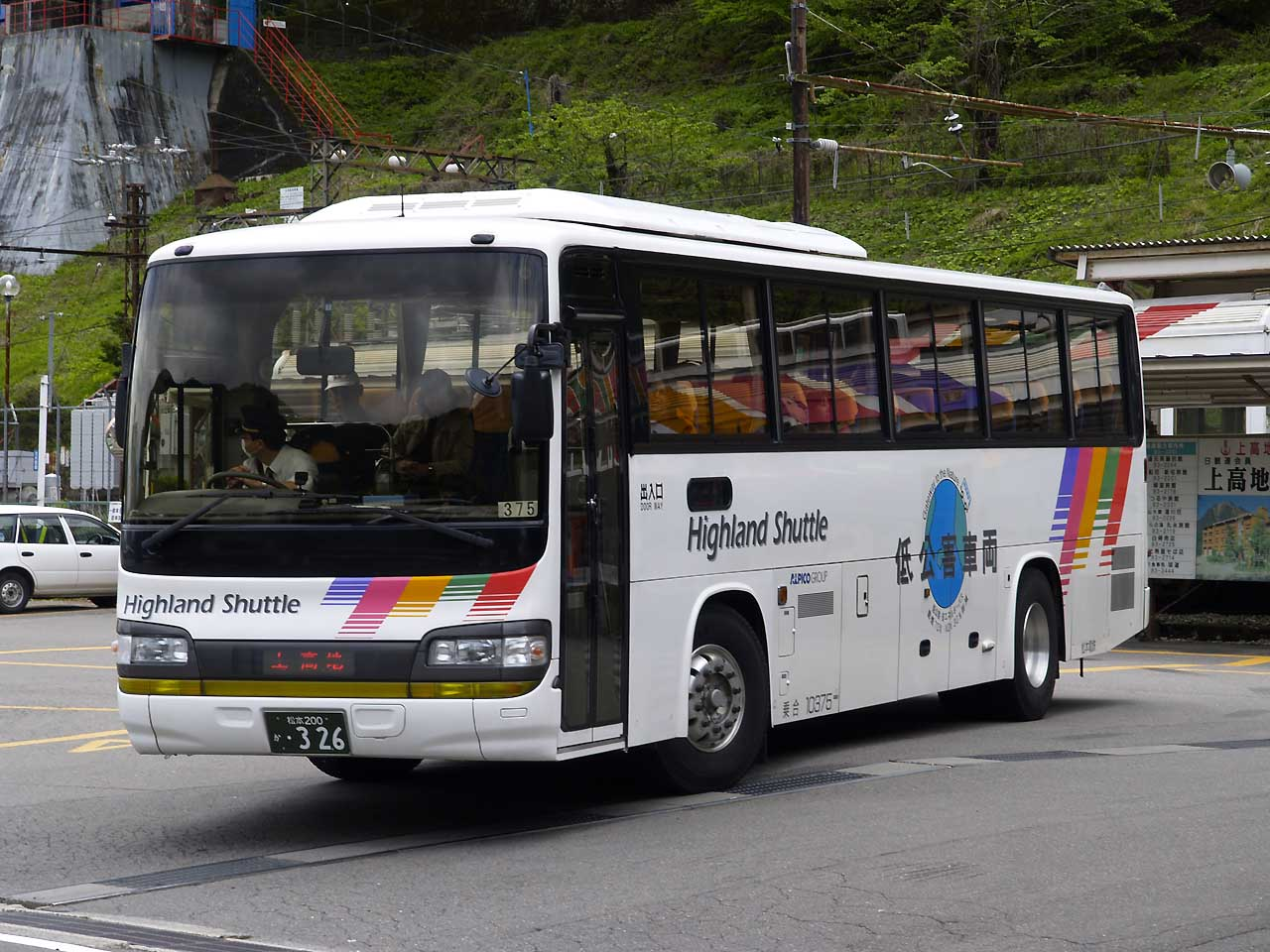
Abfahrtsort für Touristenbusse
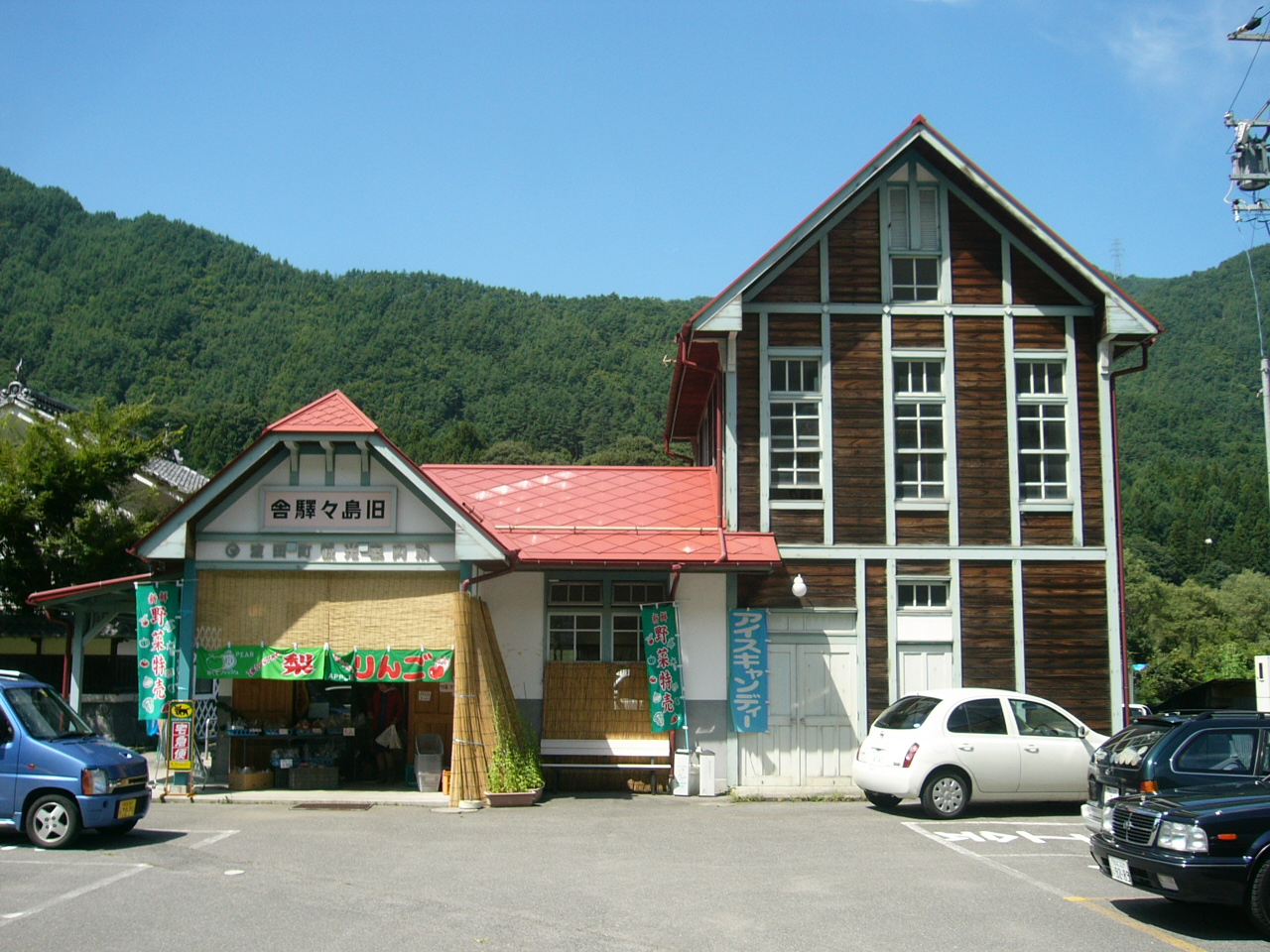
Altes Bahnhofsgebäude von Shimashima „Hata Town Tourist Information Center“ (2006)

## Linien
| Verlauf der Kamikōchi-Linie |
| --- |
| Matsumoto • Nishi-Matsumoto • Nagisa • Shinano-Arai • Ōniwa • Shimonii • Kitanii-Matsumotodaigakumae • Niimura • Samizo • Moriguchi • Shimojima • Hata • Endō • Shin-Shimashima |

## Geschichte
Die Bahngesellschaft Chikuma Tetsudō eröffnete den Bahnhof am 26. September 1922 unter dem Namen Akamatsu (赤松), zusammen mit dem Abschnitt von Hata nach Shimashima der Kamikōchi-Linie. Zehn Jahre später benannte sich die Bahngesellschaft in Matsumoto Denki Tetsudō um. Jahrzehntelang war Akamatsu ein wenig bedeutender Zwischenbahnhof und Busse in den Nationalpark fuhren vom benachbarten Bahnhof Shimashima ab. Da dort aber kein Platz für eine dringend notwendige Expansion vorhanden war, entschloss sich das Unternehmen dazu, den Busbahnhof nach Akamatsu zu verlegen. Die Anlage ging am 1. Oktober 1966 in Betrieb, am selben Tag erhielt der Bahnhof seinen heutigen Namen. Daraufhin wendeten hier die meisten von Matsumoto her kommenden Züge, während nur noch wenige die gesamte Strecke befuhren.
Am 28. September 1983 verursachte Taifun Forrest einen Erdrutsch, der die Trasse zwischen Shin-Shimashima und Shimashima verschüttete. Die Bahngesellschaft verzichtete darauf, den 1,3 km langen Abschnitt wiederherzustellen und legte ihn am 1. Januar 1985 formell still. Eine mehrere Monate dauernde Renovation des Empfangsgebäudes war am 20. Juli 2002 abgeschlossen. Aufgrund von Hochwasserschäden war die Bahnstrecke vom 14. August bis zum 8. Oktober 2021 zwischen Shin-Shimashima und Nagisa unterbrochen.